# Махове колесо

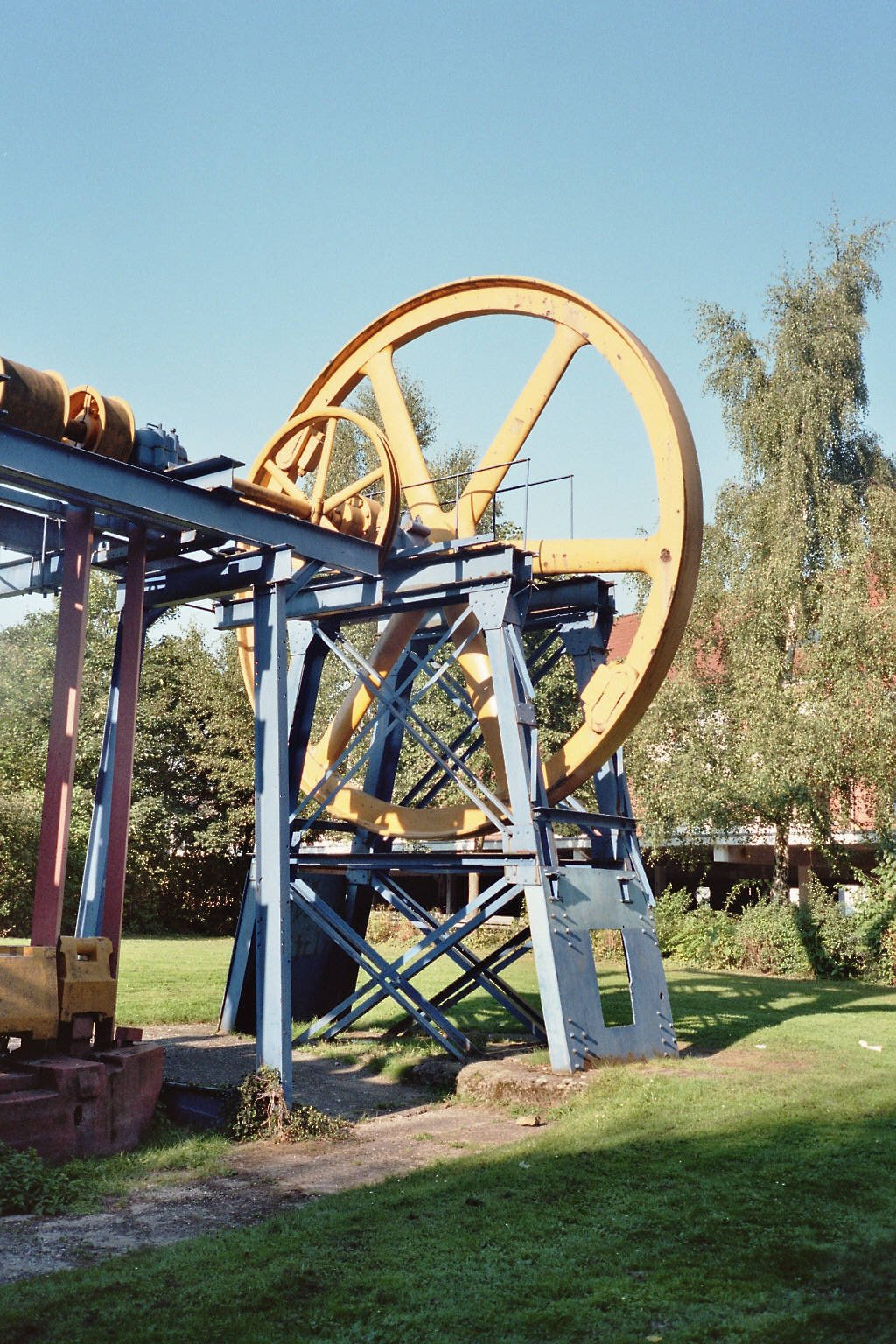
Маховик ковальської машини у місті Віттен (Німеччина)

Ма́хове ко́лесо (махови́к) — масивна обертова деталь з великим моментом інерції у вигляді диска або колеса, що встановлюється на ведучому валу машини для зменшення нерівномірності його обертання при усталеному русі. Маховик накопичує кінетичну енергію в період прискорення руху і віддає її при сповільненні.
Використання махового колеса як в простих конструкціях (гончарний круг), так і в поршневих двигунах, компресорах, насосах та ін. машинах забезпечує рівномірність обертання вала. В поршневих двигунах маховик, крім того, дає змогу поршню долати крайні положення («мертві точки»). В інерційних двигунах нагромаджена маховиком енергія використовується для привода транспортного засобу (жиробус).

## Історична довідка

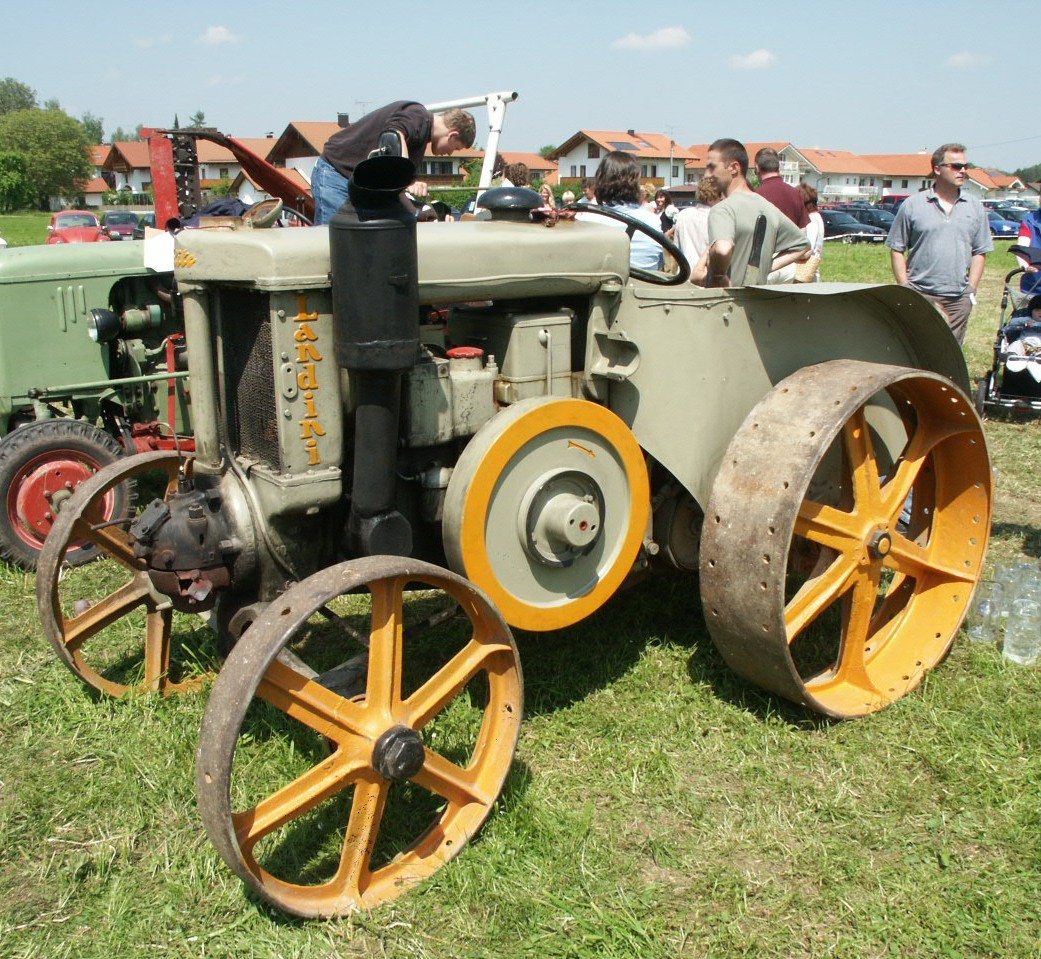
Трактор VL30 італійської фірми «Ландіні» з винесеним маховим колесом

Ефект маховика використовувався з найдавніших часів. Прикладами можуть служити гончарний круг та вітряний млин.
Згідно з американським медієвістом Лінном Вайтом ще німецький монах Теофіл (пресвітер Теофіл) (бл. 1070—1125) згадує у своєму трактаті «Про різні мистецтва» (лат. «De diversibus artibus») декілька машин, у яких знайшов використання маховик.
Під час промислової революції Джеймс Ватт використав махове колесо у своїй паровій машині поршневого типу для покращення рівномірності роботи та долання «мертвих» положень поршня, а його сучасник Джеймс Пікард використав маховик у поєднанні з кривошипно-шатунним механізмом для перетворення зворотно-поступального руху в обертальний.
Використання махового колеса як акумулятора енергії обмежується тим, що при перевищенні допустимої колової швидкості відбувається розрив маховика, що призводить до великих руйнувань. Це змушує створювати маховики з дуже великим запасом міцності, що супроводжується зниженням їх ефективності.
Наслідком цього є мала (у порівнянні з іншими видами акумуляторів) питома енергоємність.

## Маховики автомобільних двигунів

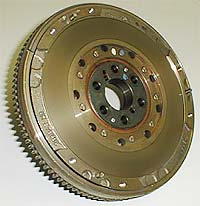
Типовий маховик автомобільного двигуна

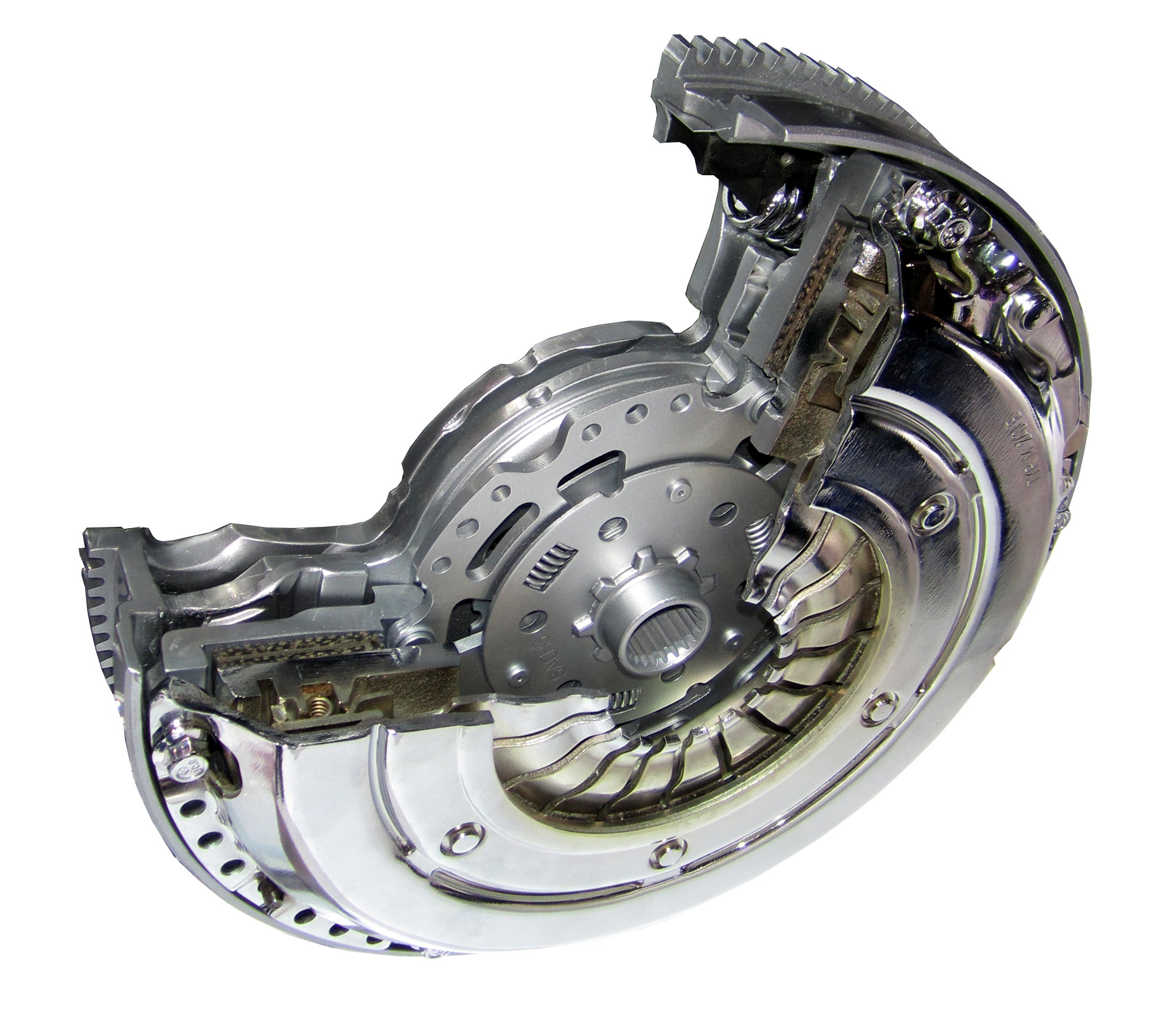
Двомасовий (демпферний) маховик з муфтою зчеплення двигуна автомобіля

Маховик автомобільного двигуна виконує одразу декілька функцій:
- зниження нерівномірності обертання колінчастого вала (є конструктивним елементом кривошипно-шатунного механізма);
- передавання крутного моменту від двигуна до коробки передач як ведучий диск муфти зчеплення;
- передавання крутного моменту від стартера на колінчастий вал двигуна (маховик є веденим зубчастим колесом системи запуску).

Розрізняють декілька конструктивних видів махових коліс двигунів: суцільні, двомасові (демпферні) та полегшені

### Суцільні маховики
Найбільшого поширення на автомобілях отримав маховик суцільної конструкції. Це масивний диск діаметром від 30 до 40 сантиметрів, виконаний з чавуну. На зовнішню поверхню диска напресовано сталевий зубчастий вінець, що забезпечує провертання колінчастого вала при запуску двигуна за допомогою стартера. З одного боку маховика виконана маточина для кріплення до фланця колінчастого вала, інша сторона грає роль ведучого диска муфти зчеплення.

### Двомасові (демпферні) маховики
При роботі двигуна на різних частотах обертання колінчастий вал постійно зазнає крутильних коливань. У двигунах застосовуються маховики особливої конструкції демпферні двомасові маховики (англ. dual mass flywheel). Такий маховик містить два диски, з'єднані за допомогою пружинно-демпферної системи, що дозволяє повністю ізолювати трансмісію від крутильних коливань і забезпечити рівномірну роботу її елементів. Із застосуванням подвійний маховик відпадає необхідність демпфувального пристрою в веденому диску муфти зчеплення.

### Полегшені маховики
Полегшений маховик використовується при тюнінгу двигуна. Перерозподіл маси маховика до країв диска дозволяє зменшити його масу до 1,5 кг і в свою чергу зменшити момент інерції. Із застосуванням полегшеного маховика двигун швидше досягає максимальних обертів, відповідно має кращу розгінну динаміку, а також спостерігається збільшення потужності до 5 %.

## Фізичні параметри махового колеса

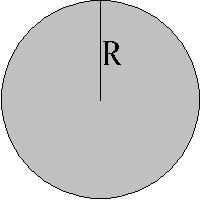
Суцільне махове колесо

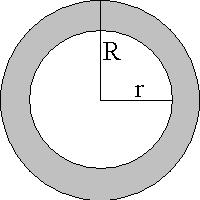
Махове колесо порожнистої конструкції

Кінетична енергія маховика записується рівнянням:
{\displaystyle E_{k}={\frac {1}{2}}\cdot I\cdot \omega ^{2}}
Момент інерції суцільного диска маховика:
{\displaystyle I={\frac {1}{2}}mR^{2}},
Момент інерції порожнистого диска маховика:
{\displaystyle I={\frac {1}{2}}m(R^{2}+r^{2})}
Для випадку малої товщини (r ≈ R) момент інерції набуває найбільшого значення серед маховиків однакової маси і діаметра. Він становить:
{\displaystyle I=mR^{2}\,}
де:
{\displaystyle \omega } — кутова швидкість обертання маховика;
{\displaystyle I} — момент інерції маси відносно осі обертання;
{\displaystyle m} — маса маховика;
{\displaystyle R} — радіус зовнішнього кола маховика;
{\displaystyle r} — внутрішній радіус порожнистого маховика.